# Metabotropni glutamatni receptor 8
Metabotropni glutamatni receptor 8 je protein koji je kod ljudi kodiran  genom.

## Funkcija
Aminokiselina L-glutamat je glavni ekscitatorni neurotransmiter u centralnom nervnom sistemu koji aktivira jonotropne i metabotropne glutamatne receptore.  Glutamatergična neurotransmisija učestvuje u većini aspekata normalnih moždanih funkcija. Ona može da bude poremećena u mnogim neuropatološkim oboljenjima. Metabotropni glutamatni receptori su familija G protein spregnutih receptora, koja se deli u tri grupe na osnovu homologije sekvence, mehanizma prenosa signala, i farmakoloških svojstava. Grupa I obuhvata  i . Ovi receptori aktiviraju fosfolipazu C. Grupa II obuhvata  i , dok su u grupi III , , , i GRM8. Receptori grupe II i III su vezani za inhibiciju kaskade cikličnog AMP-a ali se razlikuju u njihovim selektivnostima za agoniste.  Alternativne splajsne varijante GRM8 su poznate, ali njihova svojstava nisu potpuno određena.

## Ligandi
- : agonist[3]

## Literatura
- Scherer SW; Soder S; Duvoisin RM;  . (1997). „The human metabotropic glutamate receptor 8 (GRM8) gene: a disproportionately large gene located at 7q31.3-q32.1”. Genomics. 44 (2): 232—6. PMID 9299241. doi:10.1006/geno.1997.4842.
- Wu S; Wright RA; Rockey PK;  . (1998). „Group III human metabotropic glutamate receptors 4, 7 and 8: molecular cloning, functional expression, and comparison of pharmacological properties in RGT cells”. Brain Res. Mol. Brain Res. 53 (1–2): 88—97. PMID 9473604. doi:10.1016/S0169-328X(97)00277-5.
- Malherbe P; Kratzeisen C; Lundstrom K;  . (1999). „Cloning and functional expression of alternative spliced variants of the human metabotropic glutamate receptor 8”. Brain Res. Mol. Brain Res. 67 (2): 201—10. PMID 10216218. doi:10.1016/S0169-328X(99)00050-9.
- Thomas NK; Wright RA; Howson PA;  . (2001). „(S)-3,4-DCPG, a potent and selective mGlu8a receptor agonist, activates metabotropic glutamate receptors on primary afferent terminals in the neonatal rat spinal cord”. Neuropharmacology. 40 (3): 311—8. PMID 11166323. doi:10.1016/S0028-3908(00)00169-6.
- Enz R (2002). „The actin-binding protein Filamin-A interacts with the metabotropic glutamate receptor type 7”. FEBS Lett. 514 (2–3): 184—8. PMID 11943148. doi:10.1016/S0014-5793(02)02361-X.
- Strausberg RL; Feingold EA; Grouse LH;  . (2003). „Generation and initial analysis of more than 15,000 full-length human and mouse cDNA sequences”. Proc. Natl. Acad. Sci. U.S.A. 99 (26): 16899—903. PMC 139241 . PMID 12477932. doi:10.1073/pnas.242603899.
- Gerhard DS; Wagner L; Feingold EA;  . (2004). „The Status, Quality, and Expansion of the NIH Full-Length cDNA Project: The Mammalian Gene Collection (MGC)”. Genome Res. 14 (10B): 2121—7. PMC 528928 . PMID 15489334. doi:10.1101/gr.2596504.
- Tang Z, El Far O, Betz H, Scheschonka A (2006). „Pias1 interaction and sumoylation of metabotropic glutamate receptor 8”. J. Biol. Chem. 280 (46): 38153—9. PMID 16144832. doi:10.1074/jbc.M508168200.
- Kobayashi Y; Akiyoshi J; Kanehisa M;  . (2007). „Lack of polymorphism in genes encoding mGluR 7, mGluR 8, GABA(A) receptor alfa-6 subunit and nociceptin/orphanin FQ receptor and panic disorder”. Psychiatr. Genet. 17 (1): 9. PMID 17167337. doi:10.1097/YPG.0b013e32801118bc.

## Spoljašnje veze
- „Metabotropic Glutamate Receptors: mGlu8”. IUPHAR Database of Receptors and Ion Channels. International Union of Basic and Clinical Pharmacology. Архивирано из оригинала 03. 03. 2016. г.